# Mark 27 (торпеда)
Mark 27 — американская 483-мм противолодочная и противокорабельная торпеда подводного базирования, разработанная в 1943 году компанией Bell Telephone на основе авиационной самонаводящейся торпеды Mk 24. Предназначена для стрельбы из стандартных 533-мм торпедных аппаратов подводных лодок путём монтажа на корпусе торпеды деревянных направляющих.
Первая модификация торпеды с маркировкой «Mod 0» была произведена компанией Western Electric, Карни, Нью-Джерси, в количестве около 1000 единиц.
Во время Второй мировой войны было использовано 106 торпед Mk 27, 33 из них попали в цель, потопив 24 корабля противника.
В первые послевоенные годы ВМС США испытывали острую необходимость в торпедах, способных уничтожать советские подводные лодки, находящиеся в подводном положении. Разработка торпед Mk 35 и Mk 37 была ещё далека от завершения, поэтому было решено сделать противолодочную торпеду на основе имеющейся Mk 27 Mod 0. В 1946 году научно-исследовательская лаборатория вооружения Университета штата Пенсильвания разработала противолодочную модификацию торпеды Mk 27, получившую маркировку «Mod 4». Длина торпеды увеличилась на 2 м, чтобы вместить более мощную боевую часть и батарею большей ёмкости. Производство этой модификации торпеды было развёрнуто на предприятии компании American Kitchens, подразделении компании AVCO в Коннерсвилле, Индиана, и на Военно-морской фабрике боеприпасов в Форест-Парке, Иллинойс. С 1946 по 1954 год было выпущено около 3000 торпед. В 1960 году торпеда была снята с вооружения и заменена на Mk 37.